# El Diccionari del Diable
El Diccionari del diable (The Devil's Dictionary en anglès) és un recull de 998 definicions construïdes en fórmules assassines, corrosives i sense pietat per al gènere humà, escrit des del 1881 fins al 1906 per Ambrose Bierce.
Publicat en parts als diaris durant més de vint anys, la seva versió definitiva es va publicar el 1911. Recollint resultats mixtos en el seu llançament, en un temps d'optimisme -després de la Guerra de Secessió- el llibre va tenir sobretot un reconeixement pòstum. La seva primera traducció francesa data del 1955. Va ser traduït per Jacques Papy, i inclou un prefaci de Jean Cocteau. Actualment, la traducció francesa més popular n'és la de Bernard Sallé, a partir de l'edició definitiva de 1911, que data de 1989. Va ser traduïda al català per Angle Editorial l'any 2015.